# Iris heylandiana
Iris heylandiana är en irisväxtart som beskrevs av Pierre Edmond Boissier och Georges François Reuter. Iris heylandiana ingår i släktet irisar, och familjen irisväxter.
Artens utbredningsområde är Irak. Inga underarter finns listade i Catalogue of Life.